# CS Gaz Metan Mediaș
Clubul Sportiv Gaz Metan Mediaș, cunoscut sub numele de Gaz Metan Mediaș, pe scurt Gaz Metan, a fost un club de fotbal profesionist din Mediaș, România, care a evoluat timp de 16 sezoane în prima ligă națională. Cea mai mare performanță a clubului reprezintă clasarea pe poziția a șasea în sezonul 2019-2020. Echipa și-a disputat meciurile de pe teren propriu pe Stadionul Municipal Gaz Metan. În vara anului 2022, din cauza problemelor financiare, echipa intră în faliment.
Un nou club, ACS Mediaș 2022 , înființat de foști antrenori și jucători ai vechiului Gaz Metan, este înscris în sezonul 2022/23 al Ligii a 4-a Sibiu, având ca scop continuarea tradiției vechiului club din Mediaș.

## Istoria

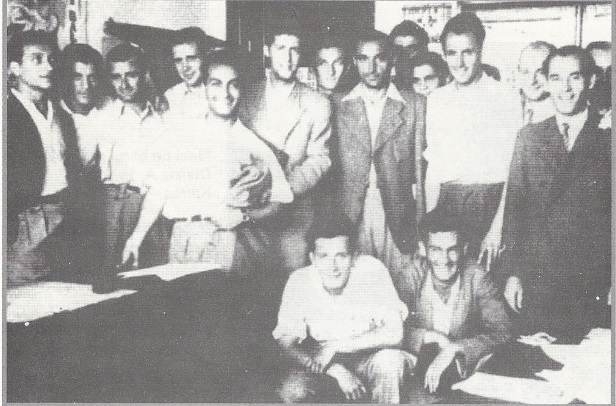
Karres Mediaș (1946–1947)

Echipa a fost înființată în 1945 sub denumirea Karres Mediaș. A promovat în Divizia A în 1947, iar în primul sezon, disputat sub denumirea CSM Mediaș, s-a clasat pe locul 11, jucând într-un turneu play-out pentru evitarea retrogradării. Și-a menținut locul în primul eșalon, dar în sezonul 1948-49, în care a evoluat cu numele Gaz Metan, s-a clasat pe ultimul loc și a retrogradat în Divizia B. În 1951, cu un nume nou, Flacăra Mediaș, se clasează pe locul 3 în Divizia B, dar ajunge în finala Cupei României, după ce elimină printre altele pe Știința Cluj sau Flamura Roșie Arad. În finală, Flacăra este învinsă de CCA București cu 3-1.

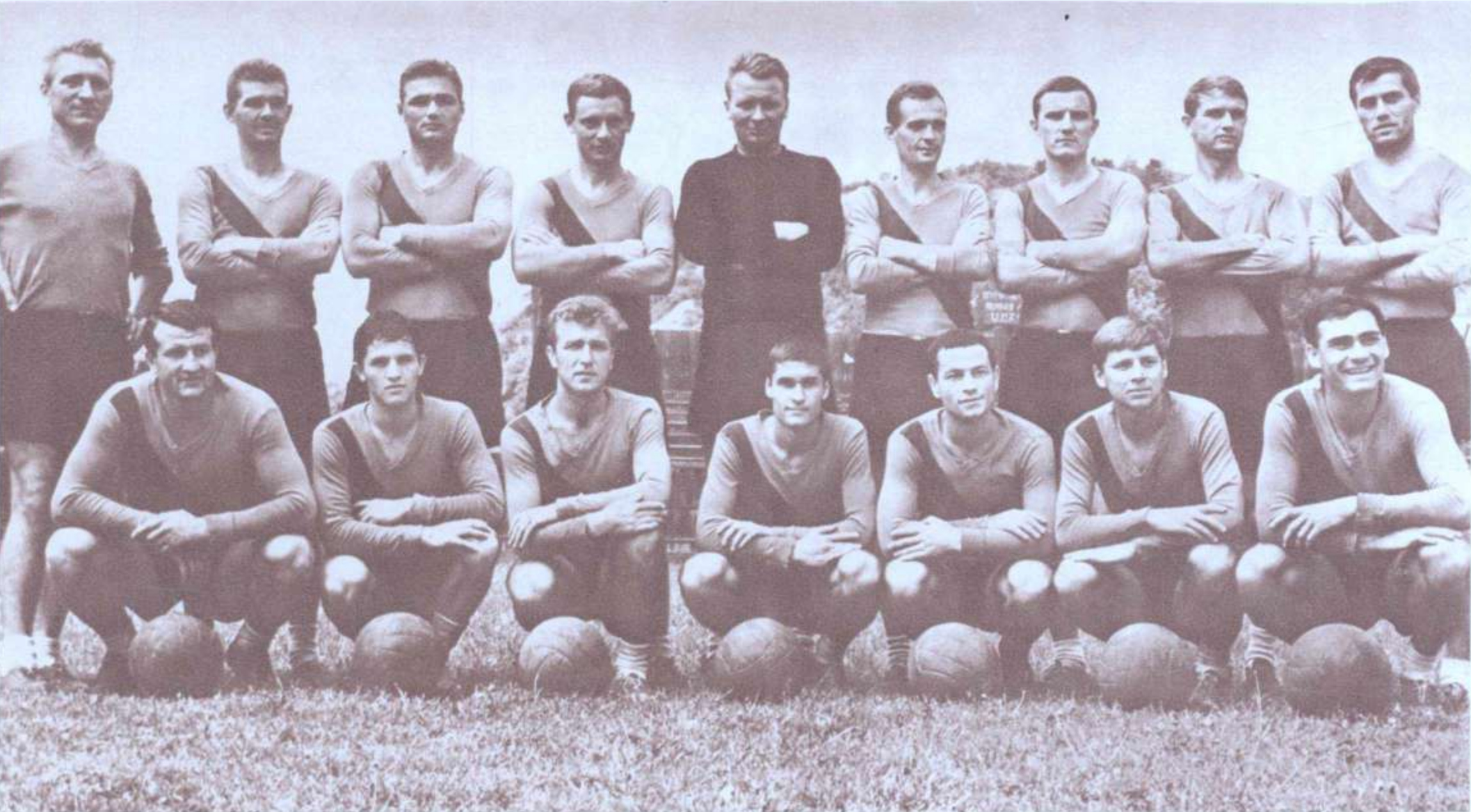
Echipa din sezonul 1966-1967

Urmează o perioadă în care echipa își menține poziția în Divizia B, dar nu se mai apropie de promovare, din contră pozițiile ocupate sunt tot mai slabe, până în 1972 când retrogradează în Divizia C. Medieșenii revin după un singur sezon în a doua divizie, dar urmează o perioadă dificilă în care odată la câțiva ani venea o retrogradare în Divizia C.
A doua promovare în Divizia A a venit la peste 50 de ani după prima, în 2000, dar Gaz Metan a rezistat un singur sezon în primul eșalon. A urmat o nouă pauză de șapte ani, în 2008, sub conducerea lui Cristian Pustai, echipa revenind în Liga I. În cei șase ani cât a fost antrenată de Pustai (2007-2013), echipa a avut mai multe reușite. Sezonul 2010-2011, echipa a terminat în Liga I pe locul 7, iar ca urmare a retrogradării FC Politehnica Timișoara, Gaz Metan s-a calificat în premieră în Europa League, în sezonul 2011-2012, unde a avut o evoluție foarte bună, după ce a trecut în tururile II și III de KuPS din Finlanda, respectiv Mainz 05 din Germania ( antrenată la acea vreme de Thomas Tuchel ), însă a fost învinsă de FK Austria Viena, scor 2-3 la general, în play-off-ul competiției.
Următoarea ediție de campionat, medieșenii nu au mai reușit să impresioneze și au revenit la scopul inițial: evitarea retrogradării. Chiar și așa, echipa s-a menținut pe o linie de plutire, fiind mereu suficient de departe de zona retrogradării. În 2013, Pustai a demisionat pentru a prelua Pandurii Târgu Jiu, iar după ce a terminat sezonul sub conducerea lui Gheorghe Mulțescu, Gaz Metan a fost preluată de Cristian Dulca. După 7 ani consecutivi în primul eșalon, Gaz Metan Mediaș a retrogradat în Liga a II-a la finalul sezonului 2014-2015.
În pauza de iarnă 2015, Leo Grozavu, fostul antrenor al echipei FC Botoșani, a fost numit noul antrenor principal al formației din Liga a 2-a, Gaz Metan Mediaș, echipă pe care a mai antrenat-o în perioada 2007-2013. În sezonul 2015-16, Gaz Metan Mediaș obține promovarea în Liga I plasându-se pe locul 1, după un an de zile în care a jucat în Liga II-a. Începând cu sezonul 2016-17, pentru clubul sibian urmează încă șase sezoane în primul eșalon al fotbalului românesc. În această perioadă, clubul medieșean a evoluat de cinci ori în play-out-ul competiției, și odată în play-off, în sezonul 2019-20, când Gaz Metan Mediaș a obținut cea mai bună performanță în Liga 1, locul 5 la finalul sezonului regulat și locul 6 în play-off.
Pe parcursul sezonului 2021-2022 al Ligii I, clubul se confruntă cu dificultăți financiare și, rând pe rând, jucătorii de bază au început să părăsească echipa. Mai mult decât atât, clubul este penalizat continuu cu puncte în clasament și reușește să termine chinuit sezonul pe ultimul loc. Inițial retrogradată, pe rând, în Liga a II-a și ulterior în Liga a III-a, clubul intră în cele din urmă în faliment și dispare în vara anului 2022.

## Echipa tehnică

### Echipa actuală
Listă actualizată la data de 17 septembrie 2021
| Nume                  | Naționalitate | Funcție              |
| --------------------- | ------------- | -------------------- |
| Flavius Boroncoi      | România       | Antrenor principal   |
| Costică Dumitru       | România       | Antrenor cu portarii |
| Raul Adrian Părălescu | România       | Medic                |
| Florin Onosa          | România       | Maseur               |
| Marian Rusu           | România       | Maseur               |
| Dumitru Fodor         | România       | Maseur               |

### Antrenori importanți
- Ștefan Dobay
- Francisc Ronay
- Nicolae Kovács
- V. Căpușan
- Alexandru Tănase
- Gheorghe Weczi
- A. Molnar
- Mihai Luca
- Petre Rădulescu
- Gheorghe Tomescu
- Viorel Talmaciu
- Filip Staudt
- Constantin Olteanu
- Florea Ispir
- Eduard Iuhasz
- I. Neagu
- Jean Gavrilă
- Vasile Copil
- Silviu Dumitrescu
- Ioan Ovidiu Sabău
- Cristian Pustai
- Eduard Iordănescu
- Jorge Costa
- Mihai Teja

## Palmares

### Competiții naționale
Liga I:
Cea mai bună poziție: locul 5 2019-20
Liga a II-a
 Campioni (2): 1999–2000, 2015–16
 Vicecampioni (5): 1946–47, 1952, 1954, 2004–05, 2007–08
 Liga a III-a:
 Campioni (3): 1973, 1977, 1993
 Cupa României:
 Finaliști (1): 1951

### Competiții internaționale
Europa League
- Play-off (1): 2011-2012

## Gaz Metan în cupele europene
| 2011-2012 - Europa League |     |                  |
| Turul 2                   |     |                  |
| KuPS                      | 1-0 | Gaz Metan Mediaș |
| Gaz Metan Mediaș          | 2-0 | KuPS             |
| Turul 3                   |     |                  |
| Gaz Metan Mediaș          | 1-1 | Mainz 05         |
| Mainz 05                  | 1-1 | Gaz Metan Mediaș |
| Play-off                  |     |                  |
| Gaz Metan Mediaș          | 1-0 | Austria Viena    |
| Austria Viena             | 3-1 | Gaz Metan Mediaș |

## Suporteri
Echipa e susținută în permanență de galeria „Commando Mediensis” alături de grupurile Ultra' Med și MDT (Mediaș Delir Team) la meciurile de acasă și deplasare. Galeria e înființată in 2011 dar echipa a avut și în trecut galerie condusa de Vali Zahan, Aligali sau „Rafa” Crișan.

## Stadion

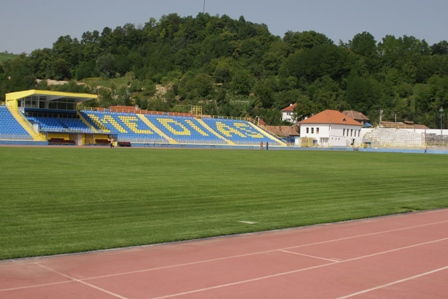
Stadionul Gaz Metan

Gaz Metan își joacă jocurile pe teren propriu pe Stadionul Gaz Metan. Stadionul are o capacitate de 7.814 locuri cu jumătate din ele acoperite, suprafață de joc cu încălzire prin sol și sistem de proiectoare de 1500 lux. Stadionul este omologat pentru a găzdui runde preliminare ale oricărei competiții de club UEFA, precum și jocuri internaționale U21.
Stadionul a suferit renovări și extinderi majore în 2010. Suprafața de joc a fost înlocuită în întregime și au fost construite tribune acoperite pe partea opusă a tribunelor principale, mărind capacitatea stadionului la 7.814 locuri.

## Rivalități
Cele mai importante rivalități suplimentare pentru Gaz Metan au fost împotriva cluburilor de fotbal din Sibiu, indiferent dacă erau: Șoimii Sibiu, Inter Sibiu, FC Sibiu sau Voința Sibiu. Acum echipa care reprezintă Sibiul este FC Hermannstadt și cele două cluburi s-au întâlnit pentru prima dată pe 17 aprilie 2018, într-o semifinală a Cupei României, în fața multor fani.

## Oficialii clubului

### Consiliul de administrație
| Rol                                     | Nume                |
| --------------------------------------- | ------------------- |
| Președinte                              | Valentin Iordănescu |
| Director sportiv                        | Claudiu Boaru       |
| Director economic                       | Dorina Doszpoly     |
| Director Centrul de Tineret             | Costel Hanc         |
| Responsabil pentru comandă și siguranță | Marius Nistor       |
| Ofițer de presă                         | Alexandru Pîntea    |
| Delegat                                 | Flavius Boroncoi    |
| Coordonator al academiei                | Bruno Vienescu      |

## Jucători importanți
- / Eric de Oliveira
- Ioan Varday
- Victor Dumitrescu
- Ion Costea
- Iuliu Pop
- Ioan Papay
- Szabó
- Molnar
- Șarlea
- Szasz
- T. Moldoveanu
- A. Coman
- M. Windt
- Gheorghe Potor
- L. Harbada
- I. Aloman
- I. Biro
- V. Dulău
- F. Kusch
- Fl. Langa
- D. Solomon
- Cristian Pustai
- P. Ferent
- C. Ciurar
- D. Roșca
- V. Ștefan
- Fl. Boroncoi
- C. Hanc
- Claudiu Moldovan
- Claudiu Boaru
- M. Țiglaru
- N. Cula
- Florin Filip
- Marius Axinciuc
- Cristian Dulca
- Nicolae Grigore
- Lucian Nan
- Fănel Niia
- Tiberiu Bălan
- Casian Miclăuș
- Călin Moldovan
- Sorin Bucuroaia
- Giuliano Lalciu
- Constantin Găldean
- Lucian Balaban
- Sebastian Moga
- Nicolae Grigore
- Marius Baciu
- László Sepsi
- Marius Constantin
- S. Kallo
- Răzvan Pleșca
- Moraru